# الزيج الحاكمي
الزيج الحاكمي هو أحد مؤلفات ابن يونس المصري، كتبه ابن يونس تخليدا لذكرى الحاكم العزيز الفاطمي. هدف ابن يونس من إخراجه أن يتحقق بنفسه من أرصاد الفلكيين السابقيين له وما قالوه في الكسوف والخسوف، واقتران الكواكب ومولد الأهلة. ويتضمن الزيج الحاكمي جداول فلكية عديدة منها ما يستدل بها على حركة الكواكب السيارة، ويبدأ هذا الزيج بمقدمة طويلة و81 فصلا ويعتبر العلماء أرصاده من النوع الدقيق.